# Мишський замок

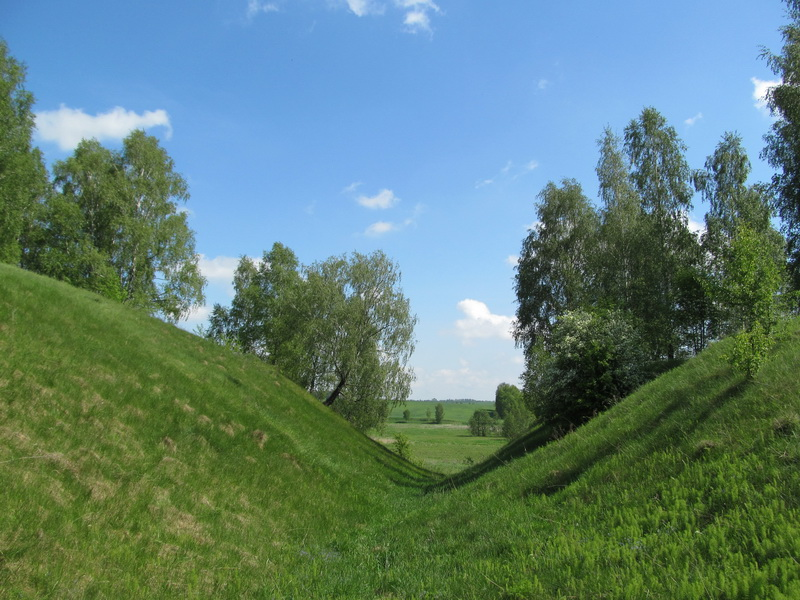
Вали замку Ходкевича

Мишський замок — колишній замок, який існував у другій половині 16 — першій половині 17 ст. біля села Миш (Барановицький район) на високому правому березі річки Мишанки. Побудований магнатом Яном Каролем Ходкевичем. Укріплення позначене на карті Великого князівства Литовського XVI ст. Замок розташовувався на важливому стратегічному шляху — Варшавський шлях — і був головною перешкодою на шляху ворога.
Квадратний замок (50х50 м) був оточений на сході, півдні та заході земляним валом (завширшки близько 15 м, заввишки 3,5-4 м) та оборонним ровом (завширшки 30 м, завглибшки до 15 м, крутизна схилів 45°), з півночі охороняється гравійним берегом річки. На земляному валі та на північному краю замку були дерев'яні стіни з 4 вежами по кутах.
У 1654 р., у війні між Росією та Річчю Посполитою в 1654—1667 рр. після тривалої облоги замок був захоплений російськими військами і спалений. Московські воєводи доповідали цареві: «В городе Мыши литовских людей всех побили, которых зостали, и языков взяли многих людей. И городок Мышь выжгли и со всем разорили без остатку…» новогрудський воєвода Петро В'яжевич, який очолював оборону замку, втік із частиною війська до Слоніма. 